# Стенлі Ларсон Велш
Стенлі Ларсон Велш (англ. Stanley Larson Welsh, 1928—2025) — американський ботанік. Він пропрацював професором інтегративної біології в Університеті Бригама Янга протягом 47 років і був куратором-засновником гербарію цього університету, названого на його честь. Його галузями дослідження була флора Північної Америки та Таїті, особливо роди Astragalus, Oxytropis та Atriplex. Велш помер 30 січня 2025 року у віці 96 років.

## Вибрані публікації
- Stanley Larson Welsh; Sherel Goodrich. 1980. Miscellaneous Plant Novelties from Alaska, Nevada, and Utah. Great Basin Naturalist 40:78-88
- 1960. Legumes of the north-central states: Galegeae. Ed. Iowa Agricultural & Home Economics Experiment Station. 249 pp.
- 2003. North American Species of Atriplex Linnaeus (Chenopodiaceae): A Taxonomic Revision. ISBN 978-0-8425-2562-6
- Nephi Duane Atwood, Sherel Goodrich, Stanley Larson Welsh. 2007. A Utah Flora. Ed. Brigham Young University. ISBN 978-0-8425-2701-9